# Hermann II de Lotharingie
Hermann II de Lotharingie (né en 1049 tué à Dalhem, le 20 septembre 1085), comte palatin de Lotharingie de 1064 à sa majorité jusqu'à 1085. 

## Biographie
Hermann II est comte dans le Ruhrgau et le Zülpichgau, mais également dans le Brabant. Il est le fils de Henri Ier de Lotharingie († 1061) et de son épouse Mathilde de Verdun († 1060), fille de Gothelon Ier de Lotharingie.
En 1080 il épouse Adélaïde de Weimar-Orlamünde († 1100), veuve d'Adalbert II de Ballenstedt. Elle est la fille de Othon de Weimar comte d'Orlamünde et margrave de Misnie en Thuringe, et d'Adèle de Brabant. Ils ont deux enfants qui meurent avant 1085. Hermann est le dernier comte palatin de Lotharingie issu de la lignée des Ezzonides. Il est tué lors d'un combat singulier contre Albert III de Namur, près du château de Hermann à Dalhem dans le duché de Limbourg.
Sa veuve épouse en 3e noce Henri II de Laach, comte de Mayfeldgau, issu de la maison de Luxembourg qui lui succède et devient le premier à porter le titre de comte palatin du Rhin vers 1085/1087.